# Elefant
Elefant (тр. «Елефа́нт», пер. «слон») — німецький важкий винищувачів танків періоду Другої світової війни. Також відомий як Ferdinand[⇨]. Ця бойова машина, озброєна 88-мм гарматою, була одним з найбільш сильно озброєних та потужно броньованих представників німецької бронетехніки того періоду. Попри свою нечисленність, вона стала одним з найвідоміших представників класу самохідних гармат, з нею пов'язано багато легенд.
САУ «Фердинанд» була розроблена в 1942–1943 роках, будучи багато в чому імпровізацією на базі шасі неприйнятого на озброєння важкого танка Tiger (P) розробки Фердинанда Порше. Дебютом «Фердинанда» стала Курська битва, де бронювання цієї САУ продемонструвало свою малу уразливість для вогню радянської основної протитанкової та танкової артилерії. Надалі ці машини брали участь у боях на Східному фронті і в Італії, закінчивши свій бойовий шлях у передмістях Берліна.

## Назва
Початково САУ називалась «Фердинанд» на честь Фердинанда Порше. В радянській історіографії вкорінилась саме ця назва, хоча вже 1943 установку було перейменовано в Elefant указом Гітлера. В деяких джерелах повідомляється, що перейменування пов'язане з модифікацією САУ, однак це неправда: перейменування відбулось раніше, тому обидві назви позначали одну й ту саму машину. 
Машина мала відомчий індекс Sd Kfz 184 та кілька варіантів офіційних назв: Sturmgeschütz auf Fahrgestell Porsche Tiger mit der langer 8,8, Panzerjäger Tiger (P) 8,8 cm Pak 43/2 L/71 або найпростіше — Panzejäger Tiger (P). 

## Історія створення
Історія створення «Фердинанда» тісно переплетена з історією створення знаменитого танка «Тигр I». Цей танк розроблявся двома конкуруючими конструкторськими бюро — «Порше» та «Хеншель». Взимку 1942 року почалося виготовлення дослідних зразків танків, що одержали назву VK 4501 (P) («Порше») і VK 4501 (H) («Хеншель»). 20 квітня 1942 року (в день народження фюрера) дослідні зразки були продемонстровані Гітлеру, провівши показові стрільби. Обидва зразки показали близькі результати, і рішення про вибір зразка для серійного виробництва не було прийнято. Гітлер наполягав на паралельному виробництві обох типів, військове керівництво схилялося до машини Хеншеля. У квітні — червні випробування були продовжені, паралельно фірма «Нібелунгенверке» почала складання перших серійних «Тигрів» Порше. 23 червня 1942 на нараді у Гітлера було вирішено мати в серійному виробництві лише один тип важкого танка, яким стала машина фірми «Хеншель». Причиною цього вважаються проблеми з електромеханічною трансмісією танка Порше, малий запас ходу танка, необхідність розгортання серійного виробництва двигунів для танка. Певну роль зіграв конфлікт Фердинанда Порше та німецького Управління Озброєнь.
Незважаючи на прийняте рішення, Порше не припиняв роботи над вдосконаленням свого танка. 21 червня 1942 року рейхсміністерства озброєння та боєприпасів на підставі особистого розпорядження Гітлера дало вказівку про встановлення на танк потужної 88-мм гармати з довжиною ствола 71 калібр. Однак, установка цієї гармати в існуючу башту виявилася неможливою, про що керівництво заводу «Нібелунгенверке» повідомило 10 вересня 1942. Паралельно також за ініціативою Гітлера опрацьовувався питання про встановлення на шасі танка трофейної французької 210-мм мортири в нерухомій рубці.
Ще в березні 1942 року Гітлер наказав створити важку протитанкову САУ, озброєну потужною 88-мм гарматою PaK 43. 22 вересня 1942 фюрер висловився про необхідність переробки шасі «Тигра» Порше в таку установку, одночасно посиливши лобове бронювання до 200 мм. Офіційно Порше був повідомлений про переробку танка в самохідну гармату 29 вересня, однак проігнорував цю вказівку, сподіваючись на прийняття на озброєння свого танка з новою баштою для розміщення довгоствольної 88-мм гармати. Однак, 14 жовтня 1942 року Гітлер зажадав негайно почати роботи по переробці шасі танків Порше в протитанкові САУ. Для прискорення робіт до проектування штурмових гармат була залучена фірма «Алкетт», що мала великий досвід у даній області.
При проектуванні «Фердинанда» Порше використовував досвід створення двох експериментальних САУ 12,8 cm K 40 (Sf) auf VK3001 (H). Ці важкі машини, озброєні 128-мм зенітними гарматами, проходили військові випробування 1942 року. Проект «конверсії» танків у САУ робився КБ «Порше» та фірмою «Алкетт» у великому поспіху, що не найкращим чином відбилося на конструкції машини — зокрема, по причині технологічного характеру (необхідність виготовлення вирізу в 200-мм броні, до того ж послаблювали лобову плиту) побудовані самохідки не мали передбаченого проектом курсового кулемета та похилого розташування листів додаткового бронювання. корпус вихідного танка піддавався мінімальним змінам, головним чином, в кормовій частині; в той же час, загальна компоновка машини піддалася істотним переробкам. Оскільки нова гармата мала значну довжину ствола, броньовану рубку з гарматою було вирішено встановити в кормовій частині корпусу, раніше зайнятої двигунами та генераторами, які, у свою чергу, були переміщені в середину корпусу. Механік-водій та радист, що залишилися на своїх місцях в передній частині корпусу, виявлялися таким чином «відрізаними» від усього іншого екіпажу. Замість не доведених і не перебуваючих у серійному виробництві двигунів Порше були встановлені двигуни «Майбах», що призвело до необхідності повної переробки системи охолодження. Також, були заново спроектовані бензобаки збільшеної місткості. 28 грудня 1942 року проект САУ був розглянутий і в цілому схвалений (під час обговорення проекту були висловлені вимоги до зниження ваги машини, які були задоволені низкою заходів, зокрема зменшенням боєкомплекту).
У січні 1943 року на фірмі «Нібелунгенверке» почалася переробка танкових шасі в САУ. До весни 1943 року перші машини почали надходити на фронт. На знак поваги до творця Гітлер у лютому 1943 року наказав присвоїти новим самохідками його ім'я.

## Виробництво
Роботи по переробці перших двох шасі Tiger (P) в САУ почалися в січні 1943 року на фірмі «Алкетт». Модернізація корпусів з посиленням їх бронювання проходила на заводі «Обердонау» в Лінці. У січні фірма відвантажила 15 корпусів, у лютому — 26, у березні 37 і в квітні — 12. Рубки самоходок були замовлені фірмі «Крупп». Спочатку планувалося, що остаточну збірку всіх САУ проводитиме фірма «Алкетт», але в лютому 1943 року рейхсміністр озброєння та боєприпасів А. Шпеєр запропонував доручити цю роботу фірмі «Нібелунгенверке», що істотно полегшувало транспортування машин (підприємство «Нібелунгенверке» в Санкт-Валентині перебувало всього за 20 км від заводу «Обердонау» в Лінці). Ця пропозиція була прийнята, і всі САУ, крім перших двох, виготовлялися на фірмі «Нібелунгенверке». Перша серійна машина вийшла на випробування на Куммерсдорфському полігоні в квітні 1943 року, в цьому ж місяці було здано 30 машин, решта пройшли прийомку в травні. Всього було виготовлено 90 «Фердинандів», які після остаточного спорядження боєприпасами, радіостанціями, запасними частинами та інструментом були передані у війська — 29 машин в квітні, 56 у травні та 5 у червні 1943 року.

## Опис конструкції

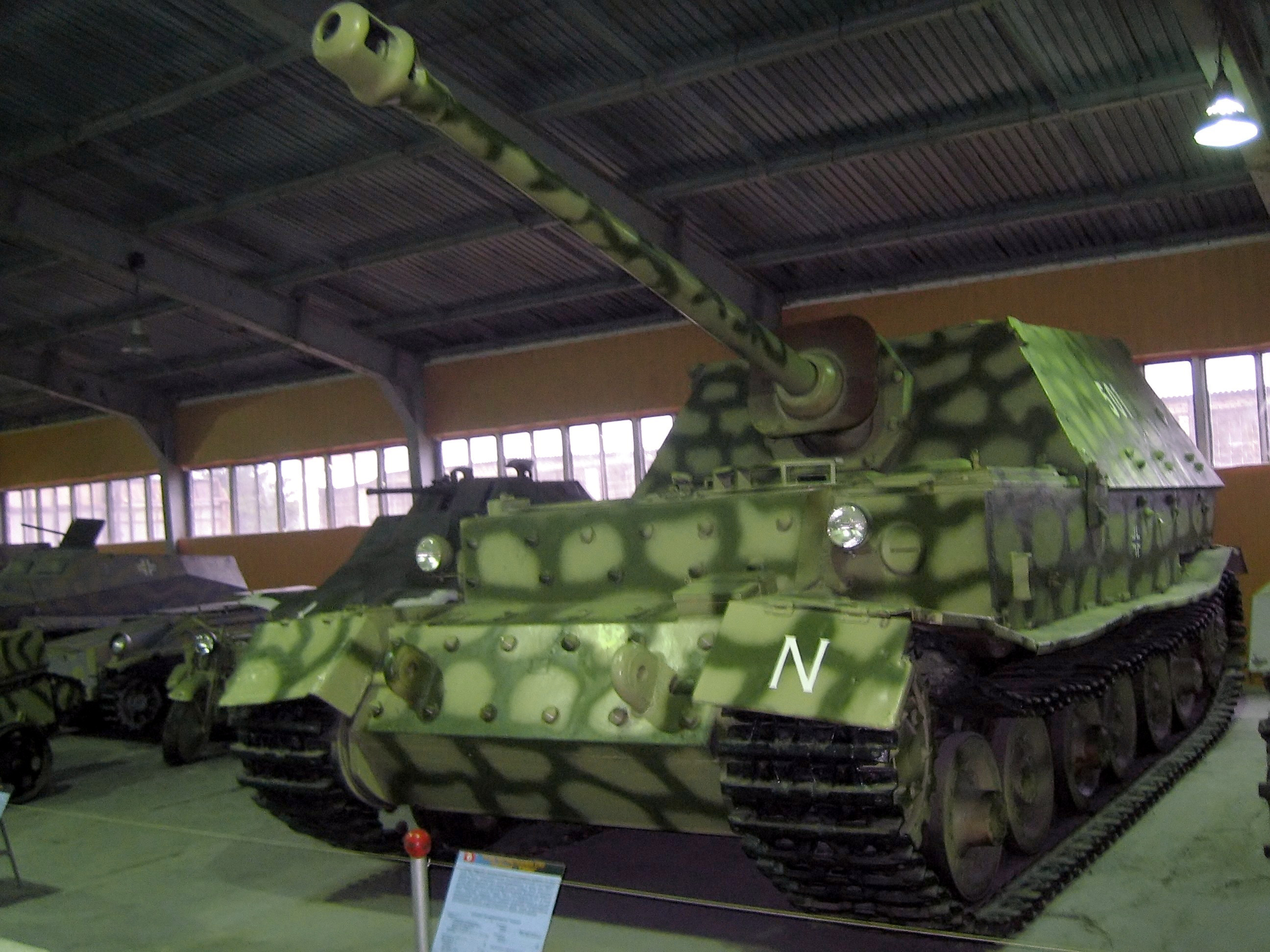
САУ «Фердинанд» у бронетанковому музеї, Кубинка

САУ мала достатньо незвичайну компоновку з розміщенням бойового відділення в кормі в просторій рубці. У бойовому відділенні розміщувалися гармата, боєкомплект та більша частина екіпажу; під бойовим відділенням розміщувалися тягові електродвигуни. У центральній частині машини розміщено відділення силової установки, в якому встановлені двигуни, генератори, вентиляційно-радіаторний блок, паливні баки. У передній частині корпусу перебували місця механіка-водія та радиста, при цьому пряме сполучення між бойовим відділенням та відділенням управління було неможливим, з причини поділу відділень термостійкими металевими перегородками та розташування обладнання у відділенні силової установки.

### Броньовий корпус та рубка
Броньовий корпус САУ, що дістався їй «у спадок» від важкого танка, був зібраний з листів катаної поверхнево загартованої броні товщиною 100 мм (лоб), 80 мм (верхня частина борту та корма) і 60 мм (нижня частина борту). У лобовій частині бронювання було посилено додатковим 100-мм листом, що кріпилася на болтах з кулестійкою головкою, таким чином, бронювання у лобовій частині корпусу досягало 200 мм. Броня не мала раціональних кутів нахилу. Броньові листи лобової проєкції виконувалися з так званої «морської сталі» (М. Свірін) взятої з запасів Крігсмаріне. Бортові листи з'єднувалися з лобовими та кормовими «в шип», зовні та зсередини всі стики зварювалися аустенітними електродами. Днище машини мало товщину 20 мм, його передня частина (довжиною 1350 мм) додатково посилювалася приклепаним 30-мм броньовим листом. У передній частині корпусу знаходилося два люки над місцями механіка-водія та радиста, з отворами для оглядових приладів. На даху центральної частини корпусу розміщувалися жалюзі, через які здійснювався забір та відведення повітря для охолодження двигунів (через центральну та бічні жалюзі відповідно).
Броньова рубка збиралася з 200-мм (лоб) і 80-мм (борти та корма) броньових листів, розташованих під нахилом для збільшення снарядостійкості. Для бронювання лобу рубки була використана кована броня із запасів німецького флоту. Броньові плити з'єднувалися «в шип», у відповідних місцях (з'єднання лобової плити з бортовими) посилюючись гужонами, і обварювалися для забезпечення герметичності. Рубка кріпилася до корпусу косинками, планками та болтами з кулестійкою голівкою. У бортах та кормі рубки були лючки з заглушками для ведення вогню з особистої зброї (по одному в бортах і три в кормі). Також, в кормі рубки розміщувалася великі круглі бронедвері, що використовувалась для заміни гармати, а також для аварійного покидання машини екіпажем, крім того, в центрі самих бронедверей був лючок, призначений для завантаження боєкомплекту. Ще два люки, призначених для посадки/висадки екіпажу, знаходилося на даху рубки. Також на даху рубки були лючок для установки перископічного прицілу, два лючка для установки приладів спостереження, а також вентилятор.

### Озброєння
Основним озброєнням САУ була 88-мм нарізна гармата StuK 43 (в ряді джерел PaK 43) з довжиною ствола в 71 калібр. Ця гармата була спеціально пристосована для установки на «Фердинанд» варіантом протитанкової гармати PaK 43. Гармата масою 2200 кг оснащувалося потужним двокамерним дуловим гальмом та встановлювалося в лобовій частині рубки в спеціальній кульовій масці. Випробування обстрілом показали, що схема бронювання маски не дуже вдала — в щілини проникали дрібні осколки. Для виправлення цього недоліку були встановлені додаткові щитки. У похідному положенні ствол гармати знаходився на спеціальному кріпленні. Гармата мала два противідкатних пристрої, розташованих з боків гармати у верхній частині ствола, а також вертикальний напівавтоматичний клиновий затвор. Механізми наведення розташовувалися ліворуч, у сидіння навідника. Наведення гармати здійснювалося за допомогою монокулярного перископічного прицілу SFlZF1a/Rblf36, що має збільшення 5х і поле зору 8°.
Гармата «Фердинанда» мала дуже потужну балістику і на момент своєї появи була найсильнішою серед танкових та самохідних гармат. До самого кінця війни вона з легкістю вражала всі типи танків і САУ противника. Лише лобове бронювання важких танків ІС-2 і M26 «Першинг» на певних дистанціях та курсових кутах захищало їх від гармати «Фердинанда».
| Таблиця бронепробивності для 88-мм гармати StuK 43 |                            |
| гостроголовий бронебійний снаряд із захисним та балістичним наконечником Pzgr.39-1, початкова швидкість 1000 м/с |                            |
| Дальність, м | При куті зустрічі 60 °, мм |
| 100 | 202                        |
| 500 | 185                        |
| 1000 | 165                        |
| 1500 | 148                        |
| 2000 | 132                        |
| Наведені дані належать до німецької методики вимірювання пробивної здатності. Слід пам'ятати, що показники бронепробивності можуть помітно відрізнятися при використанні різних партій снарядів та різної за технологією виготовлення броні. |                            |

Боєкомплект гармати складався з 50 (у «Елефанта» — з 55) пострілів, що включали в себе бронебійні снаряди Pzgr.39-1, підкаліберні снаряди Pzgr.40/43 та осколково-фугасні снаряди Sprgr 43. Постріли були скомплектовані в унітарних патронах (за деякими джерелами, осколково-фугасні постріли були роздільного заряджання). Для гармати САУ існували кумулятивні снаряди, але ніякої інформації про їх використання «Фердинандами» не знайдено. З 1944 року замість дефіцитних та випущених в невеликій кількості снарядів Pzgr.40/43 використовувалися снаряди Pzgr.40 (W) — суцільні бронебійні тупоголові.
Спочатку до складу озброєння кулемет не входив, але під час модернізації січня — березня 1944 року в лобовій броні корпусу праворуч була встановлена кульова установка кулемета MG-34. Боєкомплект кулемета становив 600 патронів.

### Двигун та трансмісія
Силова установка «Фердинанда» мала достатньо оригінальну конструкцію — обертаючий момент від двигунів до ведучих коліс передавався електрично. Завдяки цьому в машині були відсутні такі вузли, як коробка зміни передач та головний фрикціон.
Самоходка мала два V-подібних 12-циліндрових карбюраторних двигуна водяного охолодження «Майбах» HL 120 TRM, встановлених паралельно, потужністю по 265 к.с. (при 2600 об/хв). Вихлопні гази виводилися в районі п'ятого опорного котка. Двигуни приводили в дію два електрогенератора Siemens-Schuckert Typ aGV напругою 365 В. Тягові електродвигуни Siemens-Schuckert D149aAC потужністю по 230 кВт були розташовані в кормі корпусу та приводили в дію кожний своє колесо через понижуючий редуктор. Така трансмісія забезпечувала надзвичайно легке управління машиною, але відрізнялася значною вагою. Також електрообладнання САУ включало в себе допоміжний електрогенератор, два стартера та чотири акумуляторні батареї. У передній частині «Фердинанда» розташовувалися два паливних бака ємністю по 540 л.

### Ходова частина

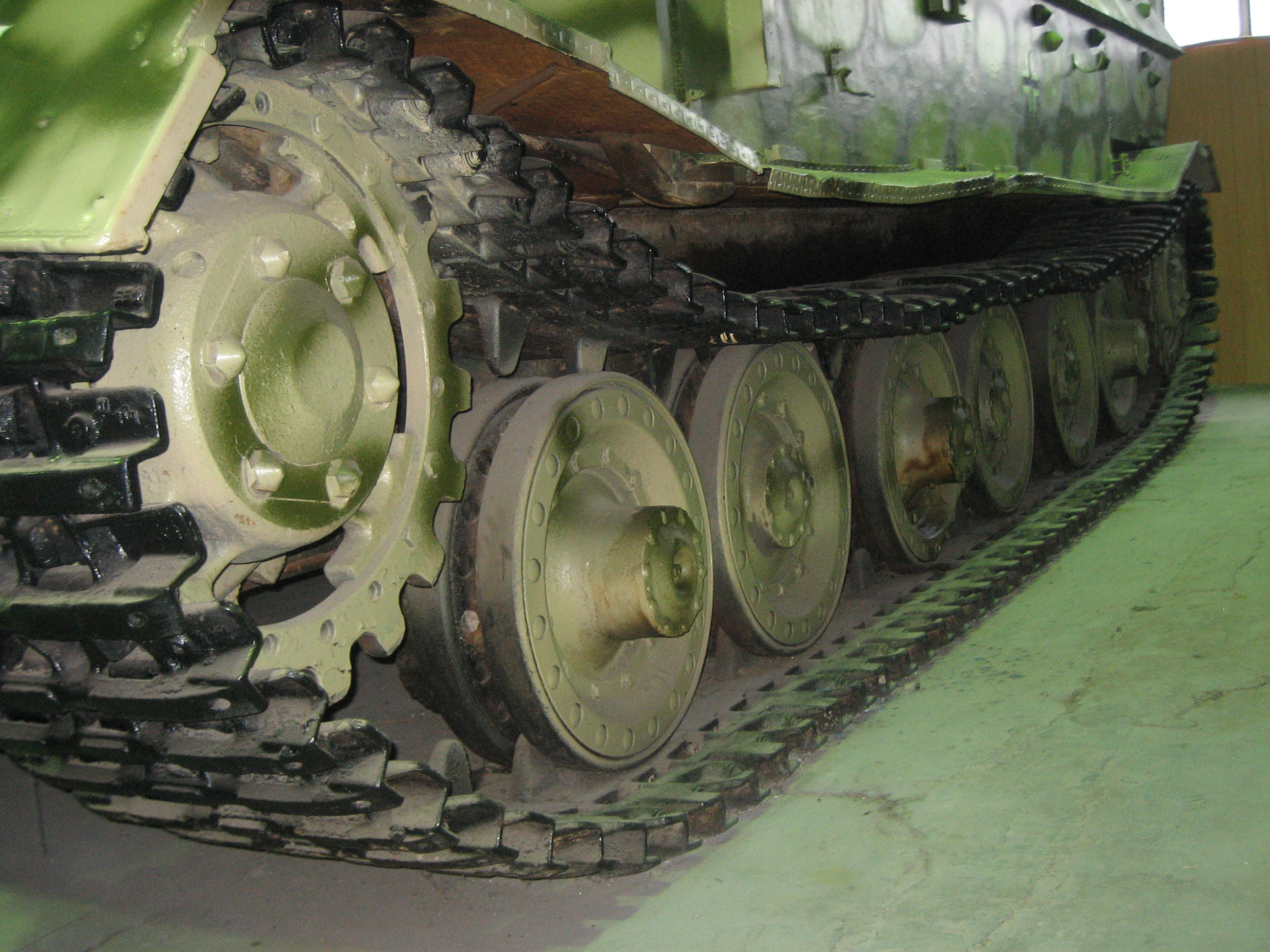
Ходова частина САУ «Фердинанд»

Ходова частина САУ мала багато спільного з експериментальним танком «Леопард», спроектованого Порше в 1940 році. Підвіска блокована, комбінована (торсіон в поєднанні з гумовою подушкою), торсіони розміщені поза корпусом поздовжньо на візках. З кожного борту було розташовано по три візки з двома опорними котками кожна. Така підвіска, при деякій складності конструкції, відрізнялася надійністю та хорошою ремонтопридатністю — так, заміна котка займала не більше 3—4 годин. Конструкція котків була добре продумана та забезпечувала тривалий термін служби при значній економії дефіцитної гуми. Ведуче колесо мало знімні зубчасті вінці з 19 зубами кожний. Спрямовуюче колесо також мало зубчасті вінці, що виключало холосте перемотування гусениць. Гусеничний ланцюг складався з 108–110 литих сталевих траків шириною 640 мм. У цілому, конструкція ходової частини виявилася надійною та зручною в експлуатації.

## Модифікації
Наприкінці 1943 року — початку 1944 року всі що залишилися до того часу в строю «Фердинанди» (47 шт.) пройшли ремонт та модернізацію на заводі «Нібелунгенверке». Проведені роботи включали установку в лобовому листі САУ кулемета в кульовій установці, заміну стволів гармат, розворот щитка на стволі гармати «задом наперед» для кращого кріплення на стволі, монтаж на даху рубки спостережної башточки з сімома нерухомими перископами, зміну полюсів на освітлювальному генераторі та поліпшення герметизації вихлопних патрубків, посилення днища в передній частині корпусу 30-мм бронеплитою для захисту від мін, монтаж ширших гусениць, збільшення боєкомплекту на 5 пострілів, установку на корпусі кріплень для інструменту та гусеничних траків. Корпус та рубку САУ покрили циммеритом.
Часто САУ, що пройшли модернізацію, називають «Елефант». Насправді, наказ про перейменування САУ вийшов 27 лютого 1944 року, вже після закінчення модернізації. Втім, нова назва прижилася погано і до кінця війни самохідки і у військах, і в офіційних документах частіше називалися «Фердинанд», ніж «Елефант». Водночас, в англомовній літературі частіше використовується назва «Елефант», що пов'язано з тим фактом, що в боях з англо-американськими військами в Італії брали участь машини під цією назвою.

## Організаційно-штатна структура
Спочатку «Фердинанди» входили до складу двох важких винищувально-протитанкових батальйонів (дивізіонів) — schwere Panzerjäger Abteilung (653-го та 654-го). У кожному батальйоні спочатку було три роти по три взводи кожна, в кожному взводі чотири машини, плюс дві машини при командиру роти; також була штабна рота з трьох машин. Таким чином, всього в кожному батальйоні налічувалося 45 САУ. Обидва батальйони входили до сформованого 8 червня 1943 року 656-го танкового полку. Крім «Фердинандів», полк включав 216-й батальйон штурмових гармат «Бруммбер», а також 213-ту і 214-ту роти радіокерованих транспортерів вибухівки «Боргвард». Наприкінці серпня 1943 року ті що залишилися в строю «Фердинанди» були зведені в 653 батальйон, а 654 батальйон відбув в Орлеан для перенавчання на танки «Пантера». До кінця серпня 1944 року 653 батальйон, який зазнав великих втрат, був виведений на переформування в Австрію, а ті що залишилися «Елефанти» звели в одну 2-гу роту, 15 грудня 1944 року перейменовану в 614-ту окрему роту важких винищувачів танків — 614. schwere Heeres Panzerjäger Kompanie.

## Бойове застосування

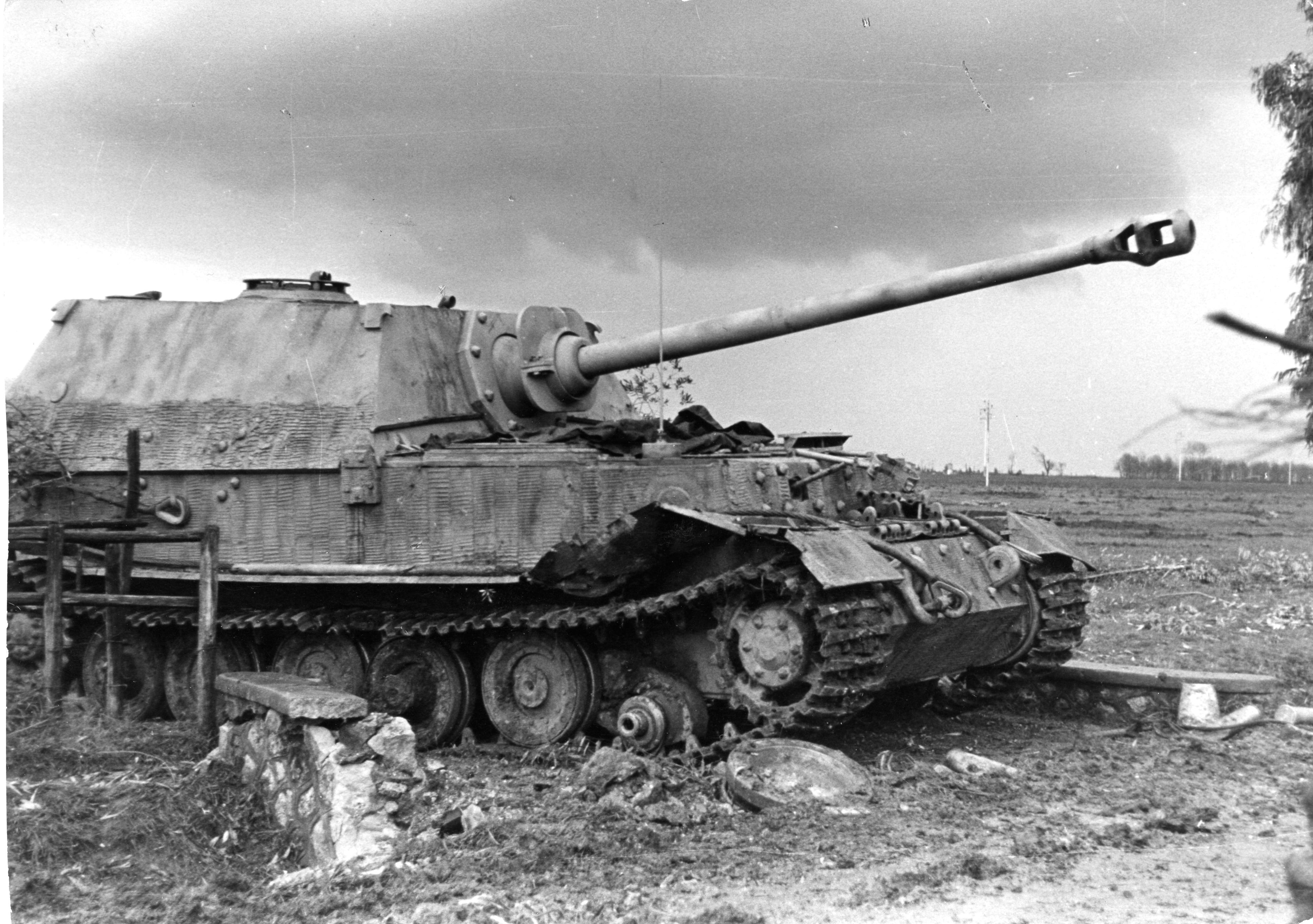
Важка штурмова гармата «Елефант», пошкоджена в бою в Італії. Квітень-травень 1944

«Фердинанди» дебютували в липні 1943 року під Курськом, після чого активно брали участь у боях на Східному фронті і в Італії аж до кінця війни. Останній бій ці самохідні гармати прийняли в передмістях Берліна навесні 1945 року.

### Курська битва
Станом на липень 1943 року всі «Фердинанди» перебували у складі 653-го і 654-го важких протитанкових батальйонів (sPzJgAbt 653 і sPzJgAbt 654). Відповідно до плану операції «Цитадель», всі САУ цього типу повинні були бути використані для атак проти радянських військ, які обороняли північний фас Курської дуги. Важким САУ, невразливим для вогню штатних протитанкових засобів, відводилася роль броньованого тарана, який повинен був пробити добре підготовлену глибокоешелоновану радянську оборону.
Перші згадки про участь у боях нових німецьких САУ відносяться до 8 липня 1943 року. Масове застосування «Фердинандів» німцями почалося 9 липня в районі станції Понири. Для штурму потужної радянської оборони в цьому напрямку німецьке командування створило ударну групу в складі 654-го батальйону «Фердинандів», 505-го батальйону «Тигрів», 216-го дивізіону штурмових гармат «Бруммбер» та деяких інших підрозділів танків і САУ. 9 липня ударна група прорвалася через радгосп «1 Травня», однак зазнала втрат на мінних полях і від вогню протитанкової артилерії. 10 липня став днем найбільш запеклих атак під Понирами, німецьким САУ вдалося вийти до околиць станції. По німецькій бронетехніці вівся масований вогонь артилерією всіх калібрів, включаючи 203-мм гаубиці Б-4, внаслідок чого багато САУ, намагаючись маневрувати, вийшли за межі розмінованих проходів та підірвалися на мінах та фугасах. 11 липня ударна група була дуже ослаблена передислокацією 505-го батальйону «Тигрів» та інших частин, інтенсивність атак «Фердинандів» істотно знизилася. Німці відмовилися від спроб прориву радянської оборони, 12 і 13 липня займаючись спробами евакуації підбитої бронетехніки. Але евакуювати підбиті «Фердинанди» німцям не вдалося, внаслідок їх великої маси і відсутності достатньо потужних ремонтно-евакуаційних засобів. 14 липня, не витримавши атаки радянських військ, німці відійшли, підірвавши частину техніки що не підлягала евакуації. Трофеями радянських військ став 21 «Фердинанд». Інше з'єднання важких САУ, 653-й батальйон, діяв у районі селища Тепле 9 — 12 липня. Бої тут відрізнялися меншою інтенсивністю, втрати німецьких військ склали 8 «Фердинандів». Надалі, під час відступу німецьких військ у липні — серпні 1943 року, періодично відбувалися бої невеликих груп «Фердинандів» з радянськими військами. Останні з них сталися на підступах до Орла, де радянським військам як трофеї дісталися кілька підготовлених до евакуації пошкоджених «Фердинандів». У середині серпня ті що залишилися боєздатними САУ німці перекинули в райони Житомира та Дніпропетровська, де частина з них стала на поточний ремонт — заміну гармат, прицільних пристосувань, косметичного ремонту броньових листів.
Безповоротні втрати САУ «Фердинанд» в Курській битві склали 39 машин. За твердженнями німецької сторони, за липень — червень 1943 року 653-й і 654-й батальйони підбили та знищили понад 500 радянських танків та понад 100 артилерійських гармат.
| Таблиця ушкоджень штурмових гармат «Фердинанд», кинутих німецькими військами в районі станції Понири та радгоспу «1 Травня» |             |                                                              |                                                    |                                                           |
| Номер | Номер САУ   | Характер пошкодження                                         | Причина пошкодження                                | Примітки                                                  |
| 1 | 150090      | Зруйнована гусениця                                          | Підрив на міні                                     | САУ відремонтована та відправлена до Москви               |
| 2 | 522         | Зруйнована гусениця, пошкоджені опорні котки                 | Підрив на фугасі, запалало паливо                  | Машина згоріла                                            |
| 3 | 523         | Зруйнована гусениця, пошкоджені опорні котки                 | Підрив на фугасі та підпалена екіпажем             | Машина згоріла                                            |
| 4 | 734         | Зруйнована нижня гілка гусениці                              | Підрив на фугасі, запалало паливо                  | Машина згоріла                                            |
| 5 | II-02       | Зірвана права гусениця, зруйновані опорні котки              | Підрив на міні, спалена пляшкою КС                 | Машина згоріла                                            |
| 6 | I-02        | Зірвана ліва гусениця, зруйнований опорний коток             | Підірвана на міні і підпалена                      | Машина згоріла                                            |
| 7 | 514         | Зруйнована гусениця, пошкоджений опорний коток               | Підірвана на міні і підпалена                      | Машина згоріла                                            |
| 8 | 502         | Зірвано лінивець                                             | Підрив на фугасі                                   | Машина випробовувалася обстрілом                          |
| 9 | 501         | Зірвана гусениця                                             | Підрив на міні                                     | Машина була відремонтована та доставлена на НДІБТ полігон |
| 10 | 712         | Зруйновано праве ведуче колесо                               | Попадання снаряда                                  | Екіпаж залишив машину, пожежа згашена                     |
| 11 | 732         | Зруйнована третя каретка                                     | Попадання снаряда та підпал пляшкою КС             | Машина згоріла                                            |
| 12 | 524         | Розірвана гусениця                                           | Підірвана на міні і підпалена                      | Машина згоріла                                            |
| 13 | II-03       | Зруйнована гусениця                                          | Снарядне влучення та підпал пляшкою КС             | Машина згоріла                                            |
| 14 | 113 або 713 | Зруйновано обидва лінивця                                    | Снарядні попадання, гармату підпалено              | Машина згоріла                                            |
| 15 | 601         | Зруйнована права гусениця                                    | Снарядні попадання, гармата підпалена зовні        | Машина згоріла                                            |
| 16 | 701         | Зруйновано бойове відділення                                 | Попадання 203-мм снаряда у люк командира           | Машина зруйнована                                         |
| 17 | 602         | Пробоїна в лівому борту біля бензобака                       | 76-мм снаряд танкової або дивізійної гармати       | Машина згоріла                                            |
| 18 | II-01       | Гармата згоріло                                              | Підпалена пляшкою КС                               | Машина згоріла                                            |
| 19 | 150061      | Зруйнований лінивець та гусениця, прострелений ствол гармати | Снарядні попадання в ходову частину та гармату     | Екіпаж узятий в полон                                     |
| 20 | 723         | Зруйнована гусениця, заклинило гармату                       | Снарядні попадання в ходову частину та маску       | —                                                         |
| 21 | ?           | Повне руйнування                                             | Пряме влучення авіабомби з бомбардувальника «Пе-2» | —                                                         |
| 22 | 741         | Зруйновано бойове відділення                                 | 76-мм снаряд танкової або дивізійної гармати       | —                                                         |

З чотирьох обстежених машин, залишених німецькими військами у селища Тепле, у двох була пошкоджена ходова частина, одна була виведена з ладу вогнем 152-мм гармат (був зрушений лобовий лист корпусу, але броня пробита не була), і одна застрягла на ділянці з піщаним ґрунтом (екіпаж узятий в полон).

### Бої підНікополемтаДніпропетровськом
Унаслідок великих втрат 654-й батальйон здав ті що залишилися САУ в 653-й батальйон та відбув на переформування до Німеччини. «Фердинанди» взяли участь в запеклих боях на Нікопольському плацдармі. При цьому були втрачені ще 4 самохідки, а бойовий рахунок «Фердинандів» досяг до 5 листопада, за німецькими даними, 582 радянських танка, 133 гармати, 3 САУ, 3 літака і 103 протитанкових рушниці, причому екіпажі двох САУ підбили 54 радянських танка.

### Італія
У січні 1944 року перша рота 653-го батальйону у складі 14 «Елефантів» (модернізованих «Фердинандів»), однією ремонтно-евакуаційної машини також на базі шасі танка Tiger (P) і двох транспортерів боєприпасів була перекинута до Італії для протидії наступу англо-американських військ. Важкі САУ брали участь у боях під Неттуно, Анціо, Римом. Незважаючи на панування авіації союзників та складний рельєф місцевості, рота зарекомендувала себе з найкращої сторони, так, за німецькими даними, лише 30 — 31 березня в передмістях Риму дві САУ знищили до 50 американських танків, бронетранспортерів та автомобілів і були підірвані екіпажами після витрачання пального та боєкомплекту. 26 червня 1944 рота, в якій залишалося два боєздатних «Елефанта», була відведена з фронту та перекинута спочатку в Австрію, а потім в Польщу на з'єднання з 653-м батальйоном.

### Галичина
Дві що залишилися роти САУ у квітні 1944 року були перекинуті на Східний фронт, в район Тернополя. Крім 31 «Елефанта», у складі рот були дві ремонтно-евакуаційні машини на базі шасі танка Tiger (Р) і одна — на базі танка «Пантера», а також три транспортера боєприпасів. У важких боях кінця квітня роти зазнали втрат — було виведено з ладу 14 машин; втім, 11 з них були швидко відновлені, і число боєздатних машин навіть зросло за рахунок прибуття з заводів відремонтованих машин 1 роти. Крім того, до червня склад рот поповнився двома унікальними зразками бронетехніки — танком Tiger (P) з посиленим до 200 мм лобовим бронюванням та танком «Пантера» з баштою танка PzKpfw IV, які використовувалися як командирські машини. У липні почалося великомасштабний наступ радянських військ, і обидві роти «Елефант» були втягнуті у важкі бої. 18 липня вони були кинуті без розвідки та підготовки на допомогу дивізії СС «Хоенштауфен» та понесли великі втрати від вогню радянської протитанкової та самохідної артилерії. Батальйон втратив більше половини машин, причому значна їх частина підлягала відновленню, однак, оскільки поле бою залишилося за радянськими військами, пошкоджені самохідки були знищені своїми ж екіпажами. 3 серпня залишки батальйону (12 машин) були перекинуті до Кракова.

### Німеччина
653-й батальйон, що поніс важку втрати від радянських військ, з жовтня 1944 року став отримувати нові САУ «Ягдтигр», а ті що залишилися «Елефанти» звели в окрему 614-ту важку самохідну протитанкову роту (sPzJgKp 614). До лютого 1945 року цю рота, що складалася з 13 САУ, перебувала в резерві. 25 лютого 1945 роту перекинули до Вюнсдорф для посилення протитанкової оборони німецьких частин. Останні бої «Елефанти» провели в Вюнсдорфі, Цоссені та Берліні.

### Доля трофейних САУ в СРСР
У Радянському Союзі в різний час було не менше восьми трофейних комплектних «Фердинандів». Одна машина була розстріляна під Понирями в липні — серпні 1943 року при випробуванні її броні; ще одна — розстріляна восени 1944 року при випробуванні нових зразків озброєння. Наприкінці 1945 року в розпорядженні різних організацій було шість САУ. Вони використовувалися для проведення різних випробувань, частина машин була в підсумку розібрана з метою вивчення конструкції. У підсумку всі вони, крім однієї, були здані на брухт, як і всі машини, захоплені в сильно пошкодженому стані.

## Оцінка проекту
В цілому САУ «Фердинанд» є достатньо неоднозначним в плані оцінки об'єктом, що значною мірою є наслідком її конструкції, яка визначила подальшу долю машини. Самоходка була створеною у великому поспіху імпровізацією, фактично експериментальною машиною на шасі не прийнятого на озброєння важкого танка. Тому для оцінки САУ необхідно детальніше ознайомитися з конструкцією танка Tiger (P), від якого «Фердинанд» успадкував багато своїх переваг та недоліків.
На цьому танку було застосовано велику кількість нових технічних рішень, що не апробованих раніше в німецькому та світовому танкобудуванні. До найзначніших з них належать електротрансміссія та підвіска з використанням поздовжніх торсіонів. Обидва цих рішення показали хорошу ефективність, але виявилися надмірно складними та дорогими у виробництві та недостатньо відпрацьованими для тривалої експлуатації. Хоча існували й суб'єктивні фактори вибору прототипу фірми «Хеншель», були й об'єктивні причини неприйняття конструкцій Ф. Порше. До війни цей конструктор брав активну участь у розробці складних конструкцій гоночних автомобілів, які були одиничними зразками-прототипами, не призначеними для багатосерійного виробництва. Йому вдавалося добитися і надійності, та ефективності своїх конструкцій, але за рахунок використання дуже висококваліфікованої робочої сили, якісних матеріалів та індивідуальної роботи з кожним випущеним зразком техніки. Цей же підхід конструктор спробував перенести і в танкобудування, де панували зовсім інші правила.
Хоча керованість та живучість усієї моторно-трансмісійної установки отримала дуже хорошу оцінку з боку німецьких військових що її експлуатували, ціною за це стали високі технологічні витрати з її виробництва та збільшення масогабаритних характеристик всього танка Tiger (P) в цілому. Зокрема, в деяких джерелах згадується велика потреба Третього рейху в міді, а широке її використання в електротехніці Tiger (P) розцінювалося як надмірність. Крім того, танк з такою схемою мав надто велику витрату палива. Тому ряд перспективних проектів танків Ф. Порше був відкинутий саме через застосування в них електротрансмісії.
Підвіска з поздовжніми торсіонами була набагато легше в обслуговуванні та ремонті порівняно з «шаховою» торсіонною підвіскою танка «Тигр I». З іншого боку, вона була дуже складна у виробництві і менш надійна в експлуатації. Всі варіанти подальшого її розвитку неухильно відкидалися керівництвом німецького танкобудування на користь більш традиційної та технологічної «шахової» схеми, хоча набагато менш зручною у ремонті та обслуговуванні.
Тому з виробничої точки зору німецьке армійське керівництво та Міністерство зброї та амуніції фактично винесли вердикт про непотрібність Tiger (P) вермахту. Однак значний запас практично готових шасі цієї машини зробив можливим експеримент зі створення першого в світі важкоброньованого винищувача танків. Кількість виготовлених самоходок жорстко лімітувалося кількістю шасі які були в наявності, що зумовило дрібносерійне виробництво «Фердинандів», незалежно від переваг та недоліків його конструкції.
Бойове застосування «Фердинандів» залишило подвійне враження. Найпотужніша 88-мм гармата ідеально підходила для знищення бронетехніки противника на будь-якій дистанції бою, і екіпажі німецьких САУ дійсно набирали вельми великі рахунки знищених та підбитих радянських танків. Потужне бронювання робило «Фердинанд» практично невразливим для снарядів практично всіх радянських гармат при стрільбі в лоб, борт і корму не пробивалася 45-мм бронебійними снарядами, а 76-мм снаряди (причому лише модифікацій Б, БСП) пробивали її лише з гранично малих дистанцій (менше 200 м), строго по нормалі. Тому настанови для радянських танкістів та артилеристів наказували бити по ходовій частині «Фердинандів», в ствол гармати, в стики бронеплит та оглядові прилади. Більш ефективні підкаліберні снаряди були в дуже невеликій кількості.
Трохи кращою була ефективність 57-мм протитанкових гармат ЗІС-2 по бортовий броні (по нормалі бортова броня САУ пробивалася снарядами цих гармат приблизно з 1000 м). Достатньо ефективно вражати «Фердинанди» могла артилерія корпусного та армійського рівня — важкі, мало-мобільні, дорогі та малошвидкострільні 122-мм гармати А-19 і 152-мм гаубиці-гармати МЛ-20, а також дорогі та вразливі внаслідок великого габариту по висоті 85-мм зенітні гармати. 1943 року єдиним радянським бронеоб'єктом, здатним ефективно боротися з «Фердинандом», була САУ СУ-152, яка сильно поступалася німецькій самохідці з бронювання, точності та ефективної дальності стрільби бронебійним снарядом (хоча непогані результати досягалися і при стрільбі по «Фердинанду» осколково-фугасними — броня не пробивалася, але ушкоджувалися ходова частина, гармата, внутрішні вузли та агрегати, травмувався екіпаж). Також цілком ефективним проти бортової броні «Фердинанда» був 122-мм кумулятивний снаряд БП-460А САУ СУ-122, але дальність та точність стрільби цим снарядом була дуже невисока.
Боротьба з «Фердинандами» стала менш складною 1944 року, з надходженням на озброєння РСЧА танків ІС-2, Т-34-85, САУ ІСУ-122 та СУ-85, дуже ефективних при стрільбі по «Фердинанду» в борт і корму на найбільш поширених дистанціях бою. Завдання з поразки «Фердинанда» в лоб так і не була вирішено остаточно. Питання про пробиття 200-мм лобової бронеплити досі є спірним: є відомості, що з цим справлялися 100-мм гармати БС-3 і САУ СУ-100, але радянські звіти 1944–1945 років свідчать про їх меншу бронебійну здатність порівняно зі 122-мм гарматами А-19 або Д-25. Для останніх в таблицях стрільби вказана товщина пробою броні близько 150 мм на дистанції 500 м, але графік бронепробивності тих років стверджує про пробиття лоба «Фердинанда» на дистанції 450 м. Навіть якщо взяти останнє за істину, то при зіткненні в лоб співвідношення сил між «Фердинандом» та ІС-2 або ІСУ-122 є у багато разів більш сприятливим для німецької САУ. Знаючи це, радянські танкісти та самохідники практично завжди обстрілювали важкоброньовані цілі на дальніх дистанціях фугасними 122-мм гранатами. Кінетична енергія 25-кг снаряда і його вибухова дія могли з хорошою ймовірністю вивести «Фердинанд» з ладу без пробиття лобової броні.
Протитанкова та танкова артилерія Великої Британії та США також була неефективна проти лобової броні «Фердинанда», лише підкаліберні снаряди з відокремним піддоном що з'явилися в середині 1944 року до 17-фунтової (76,2-мм) протитанкової гармати (яка встановлювалася також на танках Sherman Firefly, САУ Achilles і Archer) могли вирішити це завдання. У борт ж німецька САУ впевнено вражалася бронебійними снарядами англійських та американських 57-мм і 75-мм гармат з дистанції близько 500 м, 76-мм і 90-мм гармат — з дистанції близько 2000 м. Оборонні бої «Фердинандів» в Україні і в Італії в 1943–1944 роках підтвердили їх дуже високу ефективність при використанні за цільовим призначенням — як винищувача танків.
З іншого боку, висока захищеність «Фердинанда» певною мірою зіграла негативну роль у його долі. Замість далекобійного винищувача танків через масований та точний вогонь радянської артилерії німецьке командування під Курськом використовувало «Фердинанди» як вістря тарана радянської глибокоешелонованої оборони, що було явною помилкою. Для цієї ролі німецька САУ рікилася погано — позначалися відсутність кулемета, низька енергоозброєність для великої маси машини та високий тиск на ґрунт. Відомо, що значне число «Фердинандів» було знерухомлені підривами на радянських мінних полях та артилерійським вогнем по ходовій частині, більша частина таких машин була знищена своїми ж власними екіпажами через неможливість швидкої евакуації внаслідок надмірної маси САУ. Радянська піхота та протитанкова артилерія, знаючи непробивність «Фердинанда» і його слабкість в ближньому бою, підпускали німецькі САУ ближче, намагаючись позбавити їх підтримки німецької піхоти та танків, після чого спробувати підбити їх в борт, по ходовій частині, гарматі, як і рекомендували настанови по боротьбі з ворожими важкими танками та САУ.
Знерухомлені САУ ставали легкою здобиччю піхоти, озброєної засобами ближнього протитанкового бою, наприклад, пляшками із запальною сумішшю. Така тактика була чревата великими втратами, але іноді це приводило до успіху, особливо якщо німецька САУ втрачала можливість повороту. Зокрема, один «Фердинанд» що потрапив у піщану яму, не зміг самостійно звідти вибратися і був захоплений радянською піхотою, а його екіпаж полонений. слабкість «Фердинанда» в ближньому бою була відзначена німецькою стороною та послужила однією з причин модернізації в «Елефант».
Велика маса «Фердинанда» ускладнювала його прохід по багатьом мостам, хоча і не була позамежно великою, особливо порівняно з важким танком «Тигр II» і САУ «Ягдтигр». Великі габарити і мала рухливість «Фердинанда» не найкращим чином позначалися на живучості машини в умовах повітряного панування авіації союзників.
В цілому, незважаючи на окремі недоліки, «Фердинанди» зарекомендували себе дуже добре, і при правильному використанні ці САУ були надзвичайно небезпечним супротивником будь-якого танка або САУ тих часів. Спадкоємцями «Фердинанда» стали озброєні такими ж потужними гарматами, але легші та слабкіше броньовані «Ягдпантера» і «Ягдтигр», найбільш потужний та важкий винищувач танків Другої світової війни.
Прямих аналогів «Фердинанда» в інших країнах не було. За концепцією та озброєнню найближче до неї підходять радянські винищувачі танків СУ-85 та СУ-100, але вони вдвічі легше та набагато слабкіше броньовані. Інший аналог — радянська важка САУ ІСУ-122, при потужному озброєнні сильно поступалася німецькій самохідці по лобовому бронюванню. Англійські та американські протитанкові САУ мали відкриту рубку або башту, а також були дуже легко броньовані.

## Міфи про САУ «Фердинанд»
З САУ «Фердинанд» пов'язаний ряд міфів, джерелом яких служать мемуари та популярна література.
Міф про численність та широкому використанні «Фердинандів»
Джерелом цього міфу є мемуарна література, а також і ряд документів часів війни. За підрахунками історика Михайла Свіріна, у мемуарній літературі розповідається більш ніж про 800 «Фердинандів», які нібито брали участь у боях на самих різних ділянках фронту. Виникнення міфу пов'язане з широкою популярністю цієї САУ в Червоній армії (у зв'язку з випуском широким тиражем спеціальних пам'яток,  присвячених методам боротьби з даною машиною) та поганою поінформованістю особового складу про інших САУ вермахту — «Фердинандом» називалися практично всі німецькі САУ, особливо достатньо великих розмірів і мали заднє розташування бойового відділення — Насхорн, Хуммель, Мардер II, Веспе.
Міф про рідкісне використання «Фердинандів» на східному фронті
Цей міф стверджує, що на Східному фронті «Фердинанди» використовувалися лише один раз або двічі, під Курськом, а потім всі були перекинуті до Італії. Насправді в Італії діяла лише одна рота з 16 САУ, інші машини вельми активно воювали в 1943–1944 роках в Україні. Проте, по-справжньому масованим застосуванням «Фердинандів» залишається битва на Курській дузі.
Міф про назву «Фердинанда»
Даний міф стверджує, що «справжньою» назвою САУ був «Елефант». Міф пов'язаний з тим, що в західній літературі ця САУ відома переважно саме під цією назвою. Насправді обидві назви є офіційними, однак правильно слід називати «Фердинанд» машини до модернізації кінця 43 — початку 44 років, а «Елефант» після. Основні зовнішні визначають відмінності — на «Елефант» встановлені курсовий кулемет, командирська башточка, вдосконалені прилади спостереження.
Міф про засоби боротьби з «Фердинанд»
Цей міф стверджує, що основним засобом боротьби з цією САУ були важкі буксирувані та особливо самохідні гармати — А-19, МЛ-20, СУ-152, а також авіація. Насправді основним засобом боротьби з «Фердинандами» на Курській дузі стали міни, гранати, а також польова артилерія, яка вела вогонь по ходовій частині (яка була головним вразливим місцем «Фердинанда», як, втім, і інших танків і САУ). Добре ілюструє це твердження наведена вище таблиця ушкоджень підбитих САУ «Фердинанд», обстежених 15 липня 1943 комісією НДІБТ полігону в районі станції Понирі. Пізніше ці САУ могли успішно вражатися в борт 57-мм радянськими протитанковими гарматами ЗІС-2,  а також 76-мм дивізійними гарматами ЗІС-3 та танковими 76-мм гарматами (при використанні підкаліберних снарядів). 

## Збережені екземпляри
Зважаючи на невелике число випущених машин, до нашого часу вціліло лише два примірники САУ «Фердинанд»:
- Росія — бронетанкового музею в Кубинці (захоплена Червоною армією під Курськом);
- США — Абердинський випробувальний полігон (модифікований варіант — «Елефант», захоплена американськими військами в Італії).

## «Фердинанд» в літературі
САУ «Фердинанд» згадується у відомій повісті Віктора Курочкіна «На війні як на війні»:

Саня підніс до очей бінокль та довго не міг відірватися. Крім закопчених корпусів, він побачив на снігу три брудних плями, башту, схожу на каску, що стирчить зі снігу казенник гармати і ще… Він довго вдивлявся в темний предмет та нарешті здогадався, що це коток.
—  Трьох на шматки рознесло,  — сказав він.
—  Дванадцять штук  — як корова язиком злизала. Це їх «фердинанди» розстріляли,  — запевнив єфрейтор Бянкіна.
…
За поворотом дорогу перегородила самохідна гармата «Фердинанд».
… Броня у «фердинанда» вся була у вм'ятинах, немов її старанно довбали ковальським молотом. Але екіпаж, мабуть, кинув машину після того, як снаряд розірвав гусеницю.
— Дивись, як його поклювали. Це він, гад, розколошматив наших, — заявив Щербак.
— Таку броню нашим дулом не проб'єш, — зауважив Бянкіна.
— З п'ятдесяти метрів проб'єш, — заперечив Саня.
—  Так він тебе на п'ятдесят метрів та підпустить! 

## «Фердинанд» у комп'ютерних іграх
«Фердинанд» фігурує в достатньо великій кількості комп'ютерних ігор різноманітних жанрів:
- «Panzer General III»
- «War Thunder»
- «Бліцкриг»
- «Sudden Strike»
- «Друга світова»
- «World of Tanks»
- «Call of Duty: United Offensive»
- «Company of Heroes 2»

Варто відзначити, що відображення тактико-технічних характеристик бронетехніки та особливостей її застосування в бою в багатьох комп'ютерних іграх часто далеко від реальності. Більш імовірно ця САУ (причому в обох модифікаціях) відображена в іграх War Thunder і «Друга світова»